# Harzhis
Harjis là một đô thị thuộc tỉnh Syunik, Armenia. Dân số ước tính năm 2011 là 1013 người.